# Pallas (cráter)

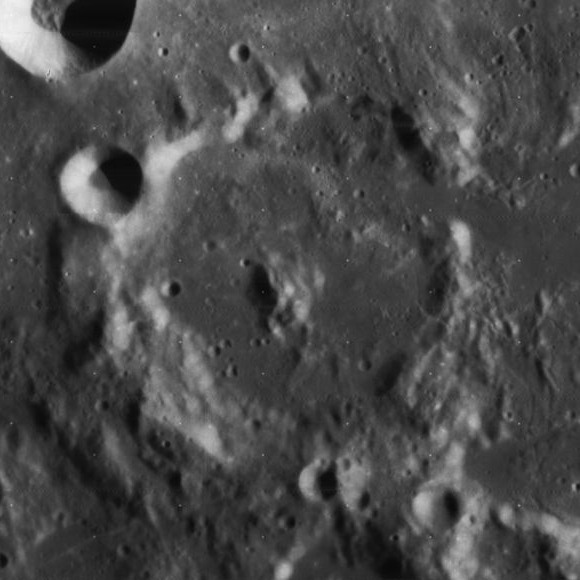
Fotografía de la misión Lunar Orbiter 4

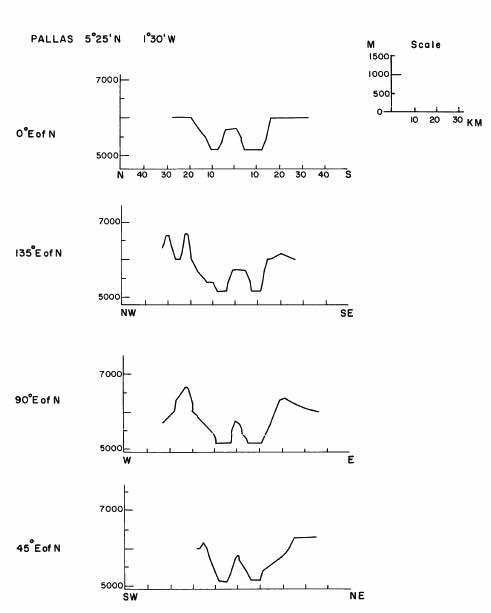
Perfiles transversales de Pallas

Pallas es un cráter de impacto lunar fuertemente erosionado, localizado al norte del Sinus Medii. Al noroeste se halla el cráter más pequeño pero menos gastado Bode. Pallas comparte una pared baja con el cráter Murchison con el que está unido al sureste, localizándose dos lagunas en el borde compartido.
|  |

La pared exterior de Pallas está desgastada, llena de incisiones y algo distorsionada. El cráter satélite Pallas A se atraviesa el borde noroeste. El suelo interior de Pallas ha sido inundado por la lava, dejando una superficie relativamente plana. El cráter posee un pico central complejo.

## Llamarada lunar
El 15 de noviembre de 1953, el médico y astrónomo aficionado, el Dr. Leon H. Stuart, tomó una foto de la Luna que parecía mostrar una llamarada de luz a unos 16 km al sudeste de Pallas. Se estimó que la llamarada pudo durar unos 8-10 segundos. El informe fue publicado en un número de 1956 de The Strolling Astronomer, un boletín informativo. Sin embargo, el incidente fue desechado por profesionales de la época, que consideraron como más probable el paso por el campo de la cámara de un meteoroide entrando en la atmósfera de la Tierra.
Muchos años más tarde, la Dra. Bonnie Buratti, del JPL vio la fotografía y decidió investigar. Asistida por un estudiante de postgrado, identificó un cráter de kilómetro y medio de diámetro en las imágenes de la misión Clementine. El cráter tiene el tamaño, forma y albedo correctos para que coincida con la energía de impacto esperada. Algunos astrónomos ahora están de acuerdo en que el Dr. Stuart de hecho pudo haber fotografiado el impacto de un asteroide en la Luna.

## Cráteres satélite
Por convención estos elementos son identificados en los mapas lunares poniendo la letra en el lado del punto medio del cráter que está más cercano a Pallas.
|        | \| Pallas \| Coordenadas \| Diámetro \| \| ------ \| ------------------------- \| -------- \| \| A \| 6°00′N 2°18′O / 6.0, -2.3 \| 11 km \| \| B \| 4°12′N 2°36′O / 4.2, -2.6 \| 4 km \| \| C \| 4°30′N 1°06′O / 4.5, -1.1 \| 6 km \| \| D \| 2°24′N 2°36′O / 2.4, -2.6 \| 4 km \| \| E \| 4°00′N 1°24′O / 4.0, -1.4 \| 26 km \| \| F \| 3°24′N 1°18′O / 3.4, -1.3 \| 18 km \| \| H \| 4°36′N 1°30′O / 4.6, -1.5 \| 5 km \| \| N \| 7°00′N 0°30′E / 7.0, 0.5 \| 6 km \| \| V \| 1°42′N 1°30′O / 1.7, -1.5 \| 3 km \| \| W \| 3°36′N 1°18′O / 3.6, -1.3 \| 3 km \| \| X \| 5°12′N 3°12′O / 5.2, -3.2 \| 3 km \| |          |
| Pallas | Coordenadas | Diámetro |
| A      | 6°00′N 2°18′O / 6.0, -2.3 | 11 km    |
| B      | 4°12′N 2°36′O / 4.2, -2.6 | 4 km     |
| C      | 4°30′N 1°06′O / 4.5, -1.1 | 6 km     |
| D      | 2°24′N 2°36′O / 2.4, -2.6 | 4 km     |
| E      | 4°00′N 1°24′O / 4.0, -1.4 | 26 km    |
| F      | 3°24′N 1°18′O / 3.4, -1.3 | 18 km    |
| H      | 4°36′N 1°30′O / 4.6, -1.5 | 5 km     |
| N      | 7°00′N 0°30′E / 7.0, 0.5 | 6 km     |
| V      | 1°42′N 1°30′O / 1.7, -1.5 | 3 km     |
| W      | 3°36′N 1°18′O / 3.6, -1.3 | 3 km     |
| X      | 5°12′N 3°12′O / 5.2, -3.2 | 3 km     |